# Pääsiäissaari
Pääsiäissaari är en ö i Finland. Den ligger i sjön Saimen och i kommunen Villmanstrand i den ekonomiska regionen  Villmanstrands ekonomiska region  och landskapet Södra Karelen, i den södra delen av landet, 220 km nordost om huvudstaden Helsingfors. Öns area är 0,3 hektar och dess största längd är 100 meter i öst-västlig riktning.